# Hill & Adamson
Hill & Adamson est le premier studio photographique d'Écosse, fondé en 1843.

## Historique
En 1843, le peintre David Octavius Hill et l'ingénieur Robert Adamson fondent le premier studio photographique d'Écosse. Lors de leur courte collaboration, à la suite du brusque décès d'Adamson, Hill & Adamson produit « le premier corpus substantiel d'œuvres artistiques auto-consciemment créées à l'aide du nouveau médium de la photographie »,. Le peintre à l'aquarelle John Harden, après avoir vu pour la première fois des calotypes de Hill & Adamson en novembre 1843, écrit : « Les images produites sont comme Rembrandt mais améliorées, tellement dans son style et des plus anciens et des meilleurs maîtres, ce qui constitue certainement un grand progrès dans la peinture de portraits et des effets [spéciaux] »,.

## Collections (partiel)
- Art Institute of Chicago[4]
- Capital Collections (en)[5]
- J. Paul Getty Museum[6]
- National Gallery of Art[7]
- Musée des beaux-arts du Canada[8]
- Galerie nationale d'Écosse[9]
- National Portrait Gallery (Royaume-Uni)[10]
- Metropolitan Museum of Art[11]
- Rijksmuseum Amsterdam[12]
- musée d'Art moderne de San Francisco[13]
- université d'Édimbourg[14]
- Victoria and Albert Museum[15]

## Galerie
Quelques œuvres de Hill & Adamson

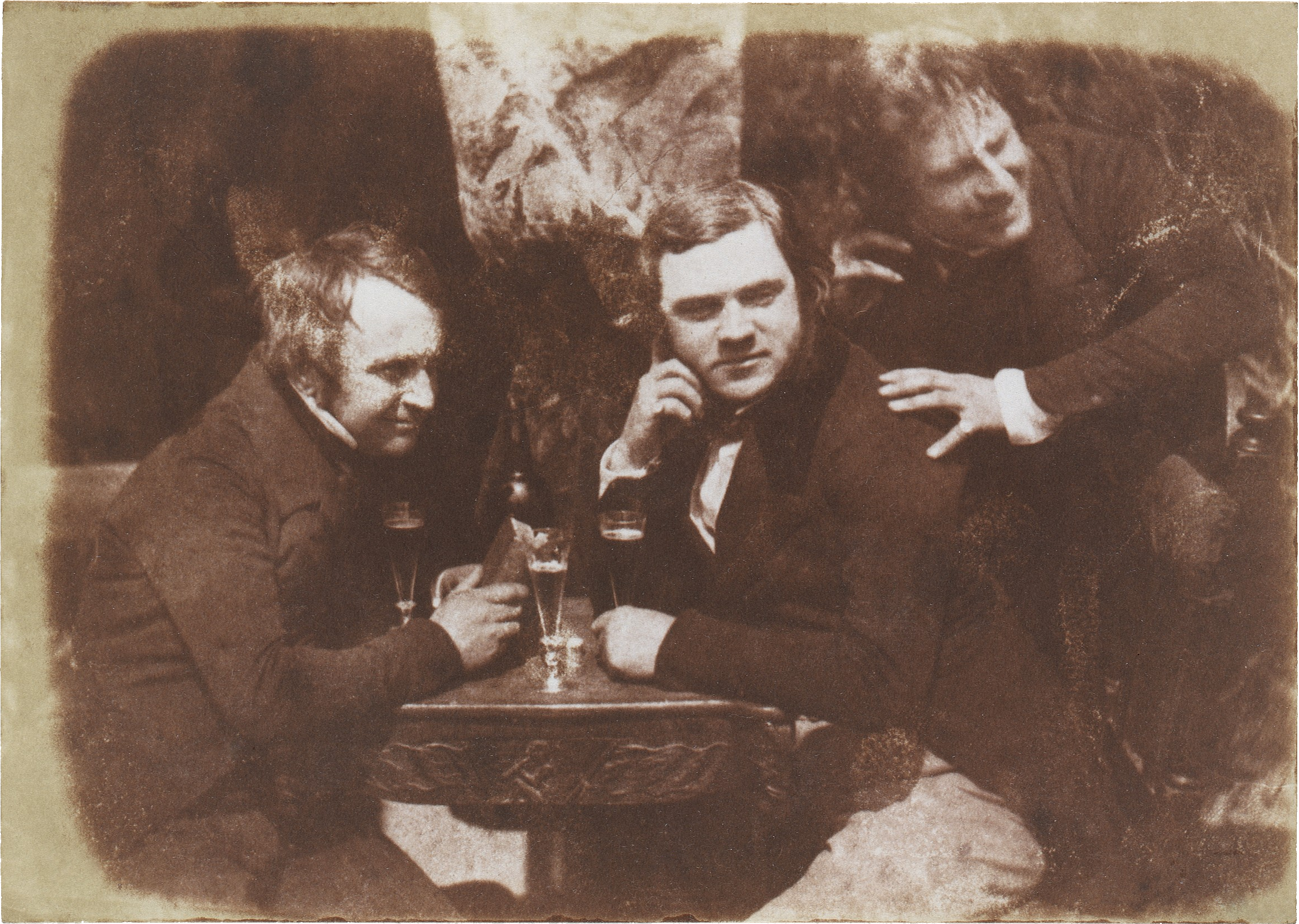
Edinburgh Ale, circa 1844
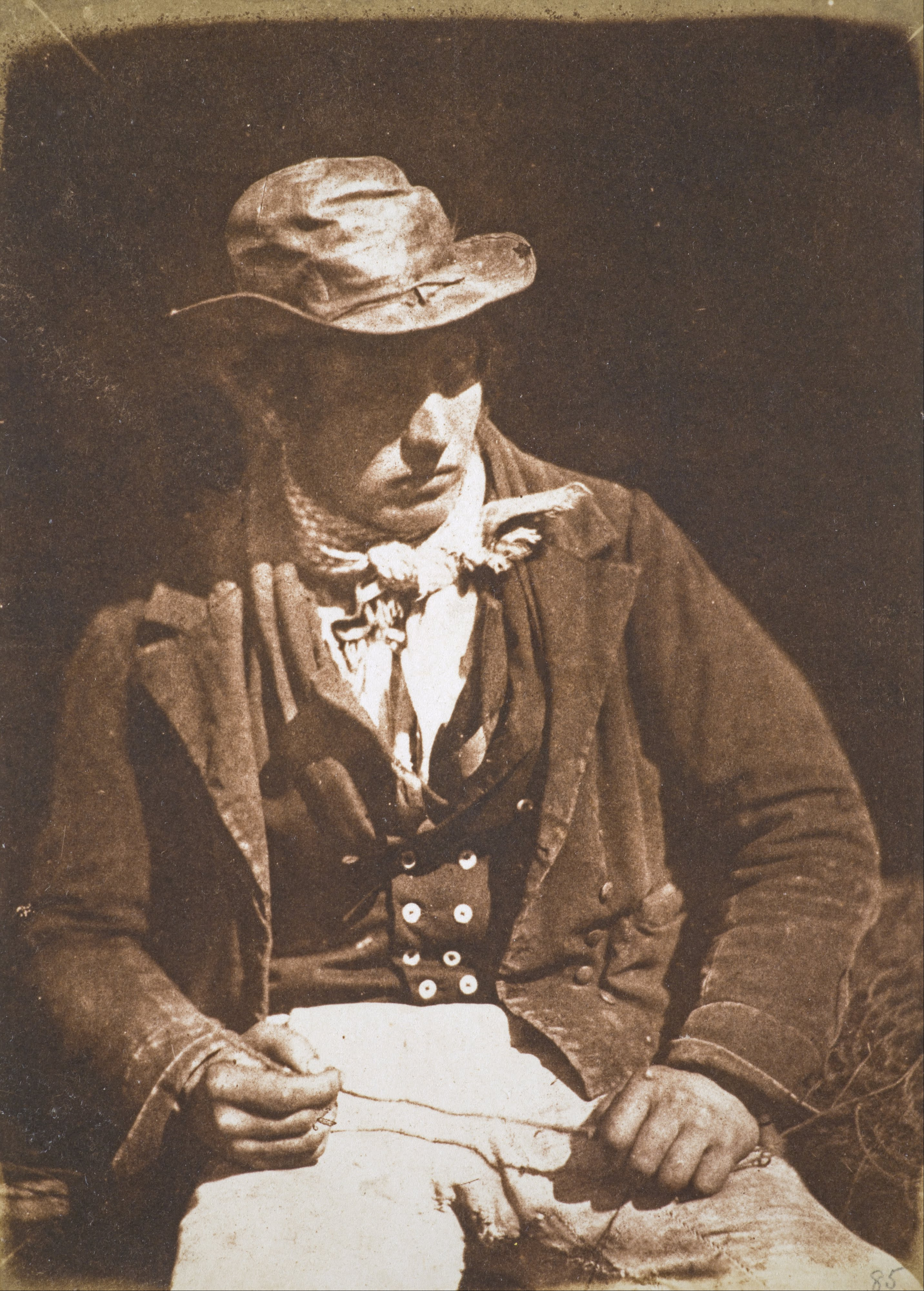
Pêcheur à Newhaven, 1845
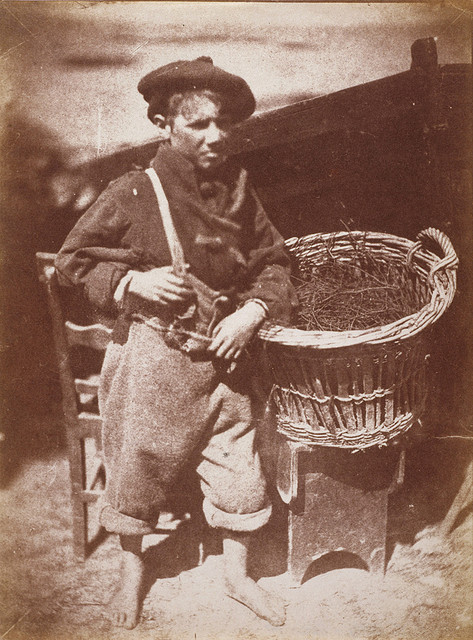
Garçon de Newhaven, c1845
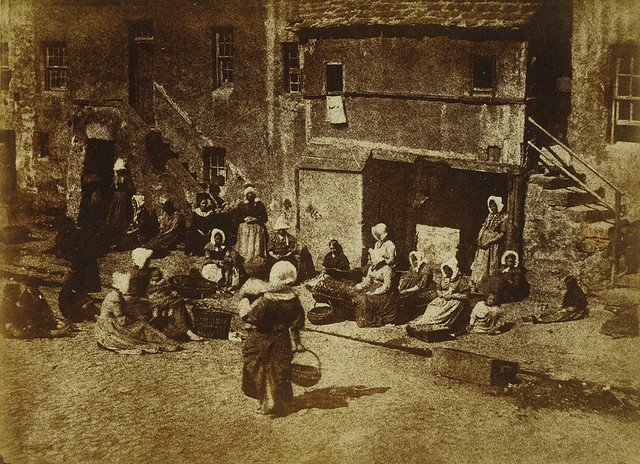
Fishergate sur North Street à St Andrews, circa 1845
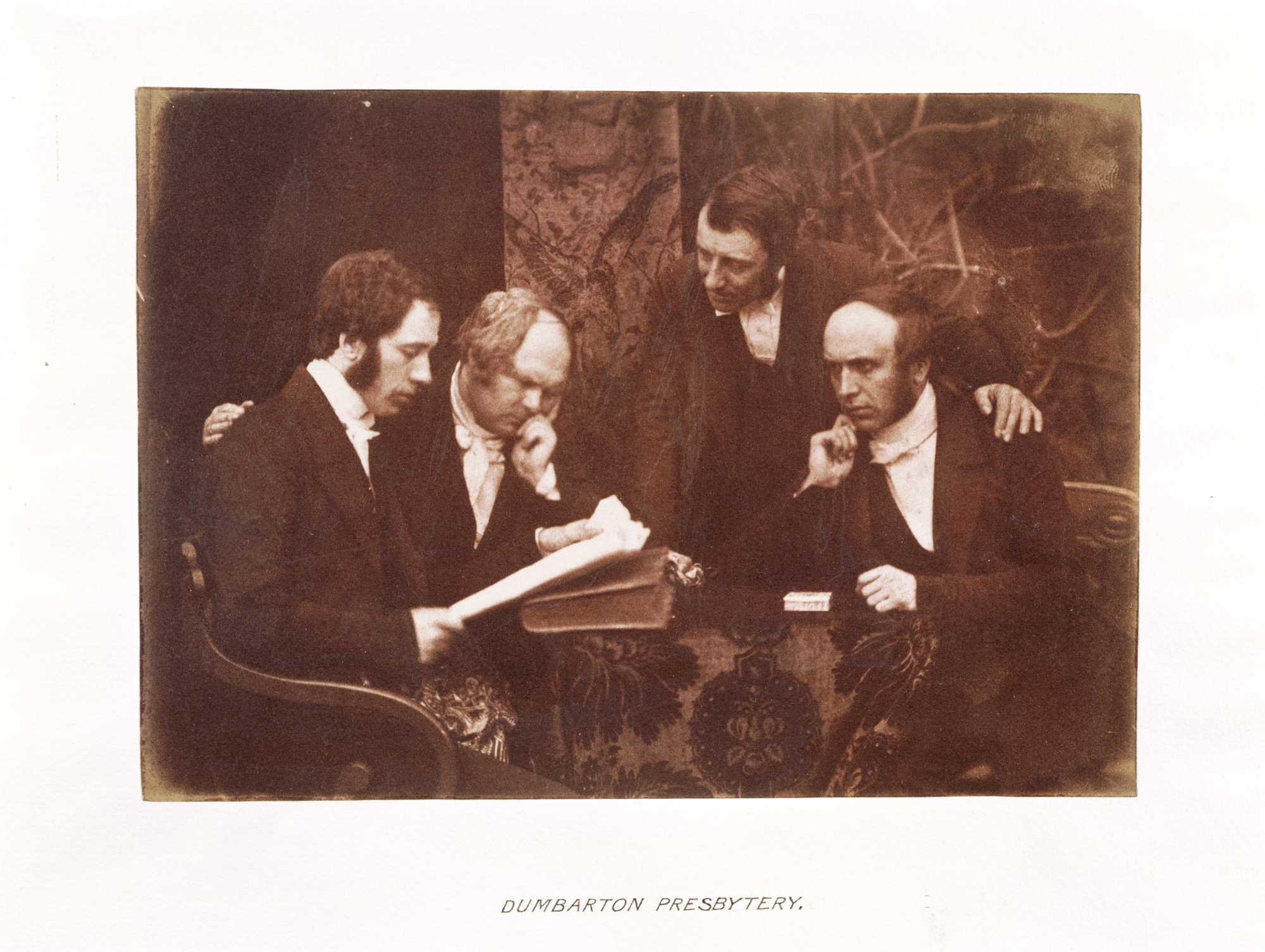
Dumbarton Presbytery, 1845, qui montre quatre ministres du culte de la Free Church of Scotland (musée d'Art de l'université de Princeton)

### Citations originales
1. ↑  (en) « the first substantial body of self-consciously artistic work using the newly invented medium of photography »
2. ↑  (en) « The pictures produced are as Rembrandt's but improved, so like his style & the oldest & finest masters that doubtless a great progress in Portrait painting & effect must be the consequence »